# Sur la terre de...
Sur la terre de... (en anglais Walking with..., ce qui se traduirait littéralement comme En marchant avec...) est un ensemble de séries documentaires télévisées produites au Royaume-Uni par les compagnies BBC et Impossible Pictures. Cet ensemble de séries a débuté grâce au succès de la première d'entre elles, Sur la terre des dinosaures (1999), qui, par conséquent, a aussi déterminé les premiers mots (Sur la terre de...) par lesquels commencent les titres des autres principales séries de l'ensemble : Sur la terre des monstres disparus (2001), Sur la terre de nos ancêtres (2003) et Sur la terre des géants (2005). Certaines séries dérivées, par exemple Les monstres du fond des mers (2003), n'ont pas été intitulées en suivant ce modèle.

## Créateurs
L'idée de la création des séries de l'univers Sur la terre de... revient aux Britanniques Tim Haines et Jasper James. Tim Haines fut aussi quant à lui responsable de la direction du tournage, pour la plupart en milieu naturel, et des scènes à effets spéciaux. Ces derniers furent essentiellement réalisés en images de synthèse, avec l'appui de marionnettes animatroniques pour les plans rapprochés. Chaque série et dérivés s'accompagnent d'ailleurs aussi de leur Making of... dans lesquels on voit la réalisation et les coulisses de ces dernières.

## Ligne directrice
Le but des séries Sur la terre de... et de ses émissions spéciales dérivées est de reconstituer des animaux préhistoriques disparus par le biais d'effets spéciaux et de les représenter à l'écran comme si les prises de vues ainsi obtenues étaient celles d'un documentaire animalier conventionnel. Chaque épisode de chaque série, exception faite des séries Sur la trace des dinosaures (2002) et Les monstres du fond des mers (2003), choisit un individu d'une espèce concrète, souvent de sa naissance à sa vie adulte et s'en sert comme fil conducteur pour montrer son environnement ou les autres espèces avec lesquelles il interagit, qui sont autant d'autres "personnages" de l'épisode.
Aussi, l'un des détails notables de toutes les séries, et les dérivés, est la volonté de faire croire que ces dernières furent réalisées telle de vraies séries documentaires actuelles, comme si de vrais documentalistes avaient remonté le temps pour filmer des espèces disparues, comme par l'intervention d'humains à l'écran et de l'utilisation de briser le quatrième mur, notamment dans les dérivés et la troisième série, dans lesquels le personnage de Nigel Marven est récurrent, ou encore les interactions entre les créatures et la caméra (jets de boue ou d'excréments sur cette dernière ou animal la percutant ou la cassant, dans les séries principales. La série Prehistoric Park montre complètement d’ailleurs le portail utilisé pour voyager dans le temps.

## Accueil
Les séries furent globalement très bien accueillies par le public, les effets spéciaux, les mises en scène et les musiques furent salués, et l'univers reste encore aujourd'hui une référence parmi les autres documentaires traitant du thème de la préhistoire.
Si aujourd'hui certaines informations données sont désormais fausses ou erronées par rapport aux découvertes scientifiques actuelles, les séries restent cependant globalement assez fidèles à la réalité et au contexte scientifique de leur époque de parution.

## Séries (principales)
- Sur la terre des dinosaures (1999) : Première série et fer de lance de l'univers avec lequel elle démarre, elle s'axe autour des dinosaures, de leur apparition à leur extinction il y a 65 millions d'années.
- Sur la terre des monstres disparus (2001) : Seconde série faisant suite à la précédente, elle s'axe autour des mammifères préhistoriques durant leur ère de gloire succédant à celle des dinosaures jusqu'à aujourd'hui.
- Sur la terre de nos ancêtres (2003) : Troisième série qui retrace la vie des plus lointains ancêtres de l'homme jusqu’à ce dernier. Ses épisodes sont aussi rassemblés en un téléfilm documentaire.
- Sur la terre des géants (2005) : Quatrième série faisant préquelle à la première qui suit l'évolution des premiers êtres vivants de la terre avant les dinosaures jusqu’à l'apparition de ces derniers. Comme la précédente, ses épisodes furent rassemblés en un téléfilm.

## Specials(dérivés)
- L'Incroyable Aventure de Big Al (2001); Premier documentaire dérivé, sorti la même année que la seconde série, qui peut être compté comme un épisode spécial de la première, s'axant autour de la vie de Big Al, un allosaure, le spécimen le plus célèbre découvert à ce jour.
- Sur la trace des dinosaures (2002); Deuxième documentaire dérivé, sorti entre la seconde et troisième série, en mini-série documentaire de deux épisodes avec en vedette Nigel Marven qui part à la recherche de créatures géantes disparues.
- Les Monstres du fond des mers (2003); Troisième documentaire dérivé, sorti en même temps que la troisième série, qui peut être compté comme faisant partie de celui de 2002, en mini-série documentaire de trois épisodes dans lesquels Nigel part cette fois à la découverte des créatures marines préhistoriques les plus dangereuses à travers les âges.
- Prehistoric Park (2006); Quatrième et dernier documentaire dérivé, sorti après la quatrième série, en série documentaire de six épisodes, dans lesquels Nigel crée cette fois une réserve naturelle pour recueillir des espèces disparues pour les sauver de l'extinction dans le parc.

## Ligne temporelle des épisodes, toutes séries confondues
| Temps chronologique | Période géologique      | Série                              | Épisode                           |
| ------------------- | ----------------------- | ---------------------------------- | --------------------------------- |
| 4400 Ma BP          | Précambrien ancien      | Sur la terre des géants            | "Water Dwellers"                  |
| 530 Ma BP           | Cambrien ancien         | Sur la terre des géants            | "Water Dwellers"                  |
| 450 Ma BP           | Ordovicien tardif       | Les Monstres du fond des mers      | First episode                     |
| 418 Ma BP           | Silurien tardif         | Sur la terre des géants            | "Water Dwellers"                  |
| 360 Ma BP           | Dévonien tardif         | Sur la terre des géants            | "Water Dwellers"                  |
| 360 Ma              | Dévonien tardif         | Les Monstres du fond des mers      | First episode                     |
| 300 Ma BP           | Carbonifère tardif      | Sur la terre des géants            | "Reptile's Beginnings"            |
| 280 Ma BP           | Permien ancien          | Sur la terre des géants            | "Reptile's Beginnings"            |
| 250 Ma BP           | Permien tardif          | Sur la terre des géants            | "Clash of Titans"                 |
| 248 Ma BP           | Trias ancien            | Sur la terre des géants            | "Clash of Titans"                 |
| 230 Ma BP           | Trias tardif            | Les Monstres du fond des mers      | First episode                     |
| 220 Ma BP           | Trias tardif            | Sur la terre des dinosaures        | "New Blood"                       |
| 155 Ma BP           | Jurassique tardif       | Les Monstres du fond des mers      | Third episode                     |
| 152 Ma BP           | Jurassique tardif       | Sur la terre des dinosaures        | "Time of the Titans"              |
| 149 Ma BP           | Jurassique tardif       | Sur la terre des dinosaures        | "Cruel Sea"                       |
| 145 Ma BP           | Jurassique tardif       | L'Incroyable Aventure de Big Al    | "L'Incroyable Aventure de Big Al" |
| 127 Ma BP           | Crétacé ancien          | Sur la terre des dinosaures        | "Giants of the Skies"             |
| 106 Ma BP           | Crétacé ancien et moyen | Sur la terre des dinosaures        | "Spirits of the Ice Forest"       |
| 100 Ma BP           | Crétacé ancien et moyen | Sur la trace des dinosaures        | "Land of Giants"                  |
| 75 Ma BP            | Crétacé tardif          | Sur la trace des dinosaures        | "The Giant Claw"                  |
| 75 Ma BP            | Crétacé tardif          | Les Monstres du fond des mers      | Third episode                     |
| 65 Ma BP            | Crétacé tardif          | Sur la terre des dinosaures        | "Death of a Dynasty"              |
| 49 Ma BP            | Éocène ancien           | Sur la terre des monstres disparus | "New Dawn"                        |
| 36 Ma BP            | Éocène tardif           | Sur la terre des monstres disparus | "Whale Killer"                    |
| 36 Ma BP            | Éocène tardif           | Les Monstres du fond des mers      | Second episode                    |
| 25 Ma BP            | Oligocène tardif        | Sur la terre des monstres disparus | "Land of Giants"                  |
| 4 Ma BP             | Pliocène ancien         | Les Monstres du fond des mers      | Second episode                    |
| 3,2 Ma BP           | Pliocène tardif         | Sur la terre des monstres disparus | "Next of Kin"                     |
| 3,2 Ma BP           | Pliocène tardif         | Sur la terre de nos ancêtres       | "First Ancestors"                 |
| 2 Ma BP             | Pléistocène ancien      | Sur la terre de nos ancêtres       | "Blood Brothers"                  |
| 1,5 Ma BP           | Pléistocène ancien      | Sur la terre de nos ancêtres       | "Savage Family"                   |
| 1 Ma BP             | Pléistocène ancien      | Sur la terre des monstres disparus | "Sabre Tooth"                     |
| 500 000 ans BP      | Pléistocène tardif      | Sur la terre de nos ancêtres       | "Savage Family"                   |
| 400 000 ans BP      | Pléistocène tardif      | Sur la terre de nos ancêtres       | "The Survivors"                   |
| 30 000 ans BP       | Pléistocène tardif      | Sur la terre des monstres disparus | "Mammoth Journey"                 |
| 30,000 ans BP       | Pléistocène tardif      | Sur la terre de nos ancêtres       | "The Survivors"                   |

## Livres
Les livres dérivés des séries Sur la terre de..., publiés conjointement par la BBC et les éditions Dorling Kindersley, incluent les titres suivants:
- Walking with Dinosaurs: A Natural History, par Tim Haines
- Walking with Dinosaurs 3-D Dinosaurs, par Stephen Cole
- Walking with Dinosaurs: The Evidence, par David Martill et Darren Naish
- Walking with Dinosaurs Sticker Book, par Stephen Cole
- Walking with Dinosaurs: Fascinating Facts, par Mike Benton
- Walking with Dinosaurs Photo Journal, par Stephen Cole
- Walking with Beasts: A Prehistoric Safari, par Tim Haines
- Walking with Beasts Photo Journal, par Stephen Cole
- Walking With Cavemen, par John Lynch
- Allosaurus! The Life and Death of Big Al, par Stephen Cole
- The Complete Guide to Prehistoric Life, par Tim Haines et Paul Chambers
- Sea Monsters (TV series)|Sea Monsters, par Nigel Marven et Jasper James

## Film
En 2013, un film est tiré de l'univers, nommé Sur la terre des Dinosaures. Le film suit la vie de Patchi, un Pachyrhinosaure, de son enfance à l'âge adulte, entouré de son entourage, dans un monde sauvage et imprévisible. Ce film contraste des autres productions où il est plus axé vers l'aventure que vers l'éducatif et le sérieux, les personnages principaux, les dinosaures, étant eux-mêmes personnifiés (ils parlent, ont une conscience humaine), le film étant lui-même narré par l'un des personnages, Alex, un Alexornis.